# Agroecotettix modestus
Agroecotettix modestus är en insektsart som beskrevs av Bruner, L. 1908. Agroecotettix modestus ingår i släktet Agroecotettix och familjen gräshoppor.

## Underarter
Arten delas in i följande underarter:
- A. m. modestus
- A. m. aristus
- A. m. crypsidomus